# Liste der Einträge im National Register of Historic Places im Rusk County (Wisconsin)

Lage des Rusk County in Wisconsin

Die Liste der Einträge im National Register of Historic Places im Rusk County in Wisconsin führt alle Bauwerke und historischen Stätten im Rusk County auf, die in das National Register of Historic Places aufgenommen wurden.
| [ 2 ] | Name                    | Bild                    | Eintragsdatum        | Lage                                           | Ort                | Beschreibung                                             |
| ----- | ----------------------- | ----------------------- | -------------------- | ---------------------------------------------- | ------------------ | -------------------------------------------------------- |
| 1     | Flambeau Mission Church | Flambeau Mission Church | 1979 ID-Nr. 79000113 | County Highway D 45° 18′ 8″ N, 91° 11′ 55″ W   | Town of Washington | 1884 errichtete Kirche                                   |
| 2     | State Bank of Ladysmith | State Bank of Ladysmith | 1980 ID-Nr. 80000192 | 102 West 2nd Street 45° 27′ 52″ N, 91° 6′ 8″ W | Ladysmith          | 1912 im neoklassizistischen Stil errichtetes Bankgebäude |